# Solly March
Solomon Benjamin March, más conocido como Solly March, (Eastbourne, Sussex Oriental, Inglaterra, Reino Unido, 20 de julio de 1994) es un futbolista inglés que juega de centrocampista en el Brighton & Hove Albion Football Club.

## Trayectoria

### Brighton & Hove Albion
Llegado a la cantera del Brighton & Hove Albion Football Club en 2011 tras jugar en el modesto Lewes Football Club.
En la cantera del Brighton se mantuvo solo dos temporadas, subiendo al primer equipo a partir de 2013. En la temporada 2013-14 se convirtió en un futbolista habitual en los partidos con el primer equipo, entrando normalmente desde el banquillo en las segundas partes.
En la temporada 2014-15 a pesar de disminuir su participación consiguió anotar su primer gol con la primera plantilla del Brighton. En la temporada 2015-16 de los dieciséis partidos que disputó, en trece de ellos partió como titular en los que logró marcar tres goles, logrando importancia con el equipo de la costa inglesa. En la temporada 2016-17 jugó más partidos, pero logró menos titularidades, aun así su número de goles en comparación con la temporada anterior no varió, logrando tres goles nuevamente. De esta forma contribuyó al ascenso de su equipo a la Premier League.
March debuta en la Premier en un partido contra el Manchester City y logra su primer gol el 15 de septiembre de 2017 frente al AFC Bournemouth.

## Clubes
| Club                         | País       | Año           |
| ---------------------------- | ---------- | ------------- |
| Lewes F. C.                  | Inglaterra | 2010-2011     |
| Brighton & Hove Albion F. C. | Inglaterra | 2013-presente |